# Stadhuis van Leuven
Het stadhuis van Leuven is een van de bekendste gotische stadhuizen ter wereld en staat op de Grote Markt van Leuven.
De plannen voor het stadhuis van Leuven zijn gebaseerd en geïnspireerd op het Stadhuis van Brugge. Het Brugse stadhuis is een van de oudste in België en stond, naast dat van Leuven, model voor onder meer het stadhuis van Oudenaarde, Brussel en Gent. Voor de stenen werd gebruik gemaakt van Lediaanse steen afkomstig van groeven zoals De Helle in Dilbeek.
Het stadhuis telt drie verdiepingen. Tussen de vensters zijn telkens twee nissen, die lichtjes uitspringen. Drie van de vier hoektorens hebben ook nissen. De kraagstenen zijn gebeeldhouwde voorstellingen uit de Bijbel. Het steeds terugkerende onderwerp is schuld en boete. Ze hadden een belerende en vermanende functie. Tijdens de eerste restauratie in de negentiende eeuw werd het merendeel ervan vervangen; op de zolder van het stadhuis berusten evenwel de oorspronkelijke kraagstenen.
Sinds de verhuis van de stadsdiensten naar het Stadskantoor aan het Professor Roger Van Overstraetenplein (aan het station) wordt het historische stadhuis enkel nog gebruikt voor plechtigheden.

## Geschiedenis

Een plattegrond van het stadhuis, met alle hier vermelde delen aangeduid. De pijl wijst de ingang aan. Het grijze vlak is de plaats van het geplande belfort

Het eerste stadhuis stond op de Oude Markt. In de vijftiende eeuw werd besloten een nieuw gebouw op te trekken op de Plaetse, de huidige Grote Markt. Om het stadhuis, oftewel het Voirste huys, goed in te kunnen planten, onderging het plein grote veranderingen sinds 1433.
Het stadhuis werd gebouwd in twee fases. Tussen 1439 en 1445 werd het deel langs de Boekhandelstraat, het dnuwe huys achter den Rosenhout gebouwd. De Rosenhoet was de naam van een van de huizen op de Grote Markt die plaats moesten ruimen voor het stadhuis. Ook werden de Clercken cameren rond het Vrijthof (de nog steeds bestaande binnentuin) gebouwd. De plannen werden in 1439 gemaakt door Sulpitius van Vorst. De eerstesteenlegging volgde op 31 maart. Vandaag kan men nog één toren van Sulpitius' ontwerp onderscheiden; dat is de Noord-Oostelijke, beduidend minder versierd dan de andere torens.
In september 1439 stierf van Vorst. Jan II Keldermans nam zijn taak over. Hij voltooide het dnuwe huys en de Clercken cameren. Toen deze overleed werd Matthijs de Layens belast met de werken. Hetzelfde trio stond ook in voor de Sint-Pieterskerk.
Tussen 1448 en 1469 kwamen onder de Layens het Voirste huys (het deel dat grenst aan de Grote Markt) en de Conserverije (de vleugel aan de Naamsestraat) klaar. Toen werd plots de bouw van het belfort aan het begin van de Naamsestraat geannuleerd door de stadsmagistraat. De Layens moest proberen de gevolgen daarvan weg te werken.
Hij werkte daarom de twee zijgevels op dezelfde manier uit en verhoogde ze ook. Het enige wat hij niet kon veranderen, was de kleine ingang en een onooglijke pui.

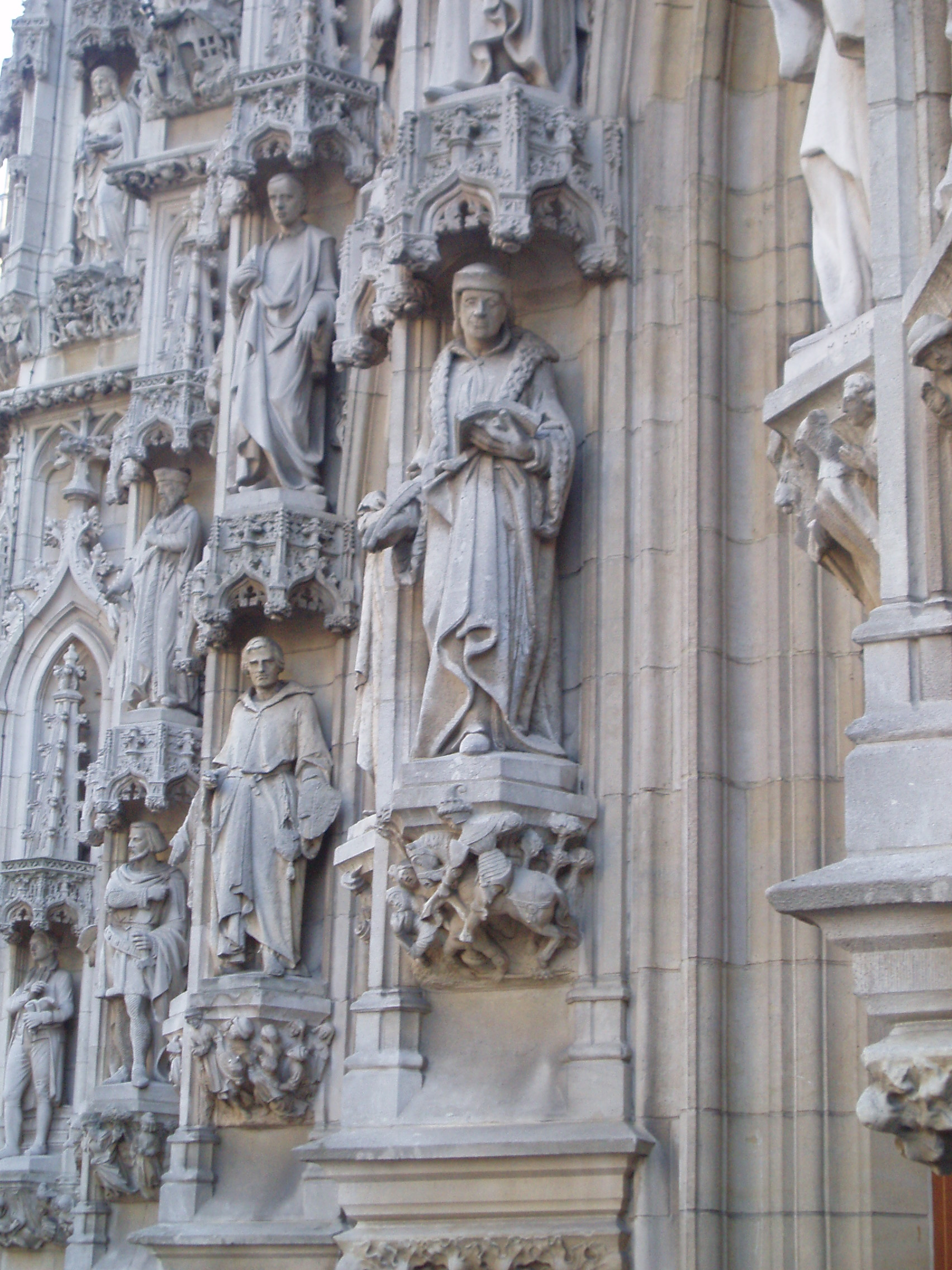
Beeld van Erasmus op het stadhuis van Leuven

Een nieuwe verbouwing kwam er in 1709. De ingang werd verbouwd: links naast de toegangsdeur werd een venster omgebouwd tot deur, wat de symmetrie ten goede kwam, en ook kwamen er de huidige trappen.
Intussen vertoonde het stadhuis ook al slijtage: in de zeventiende eeuw moesten de torens verstevigd worden met ijzeren staven, in de tweede helft van de achttiende eeuw werd het voegwerk van de voorgevel vernieuwd en in april 1890 werd zelfs een van de torens onthoofd door een blikseminslag.
De grote verandering kwam er in de periode 1849-1880. De tot dan leeg gebleven nissen werden gevuld met beelden. Er staan in totaal 149 beelden in de gevels. De figuren op de voetstukken dragen allen Bourgondische kledij, de figuren in de nissen dragen kledij uit de periode waarin ze geleefd hebben. De figuren op de benedenverdieping beelden onder meer geleerden, kunstenaars en historische figuren uit het Leuvense uit. De eerste verdieping toont figuren die de gemeentelijke vrijheden symboliseren en de patroonheiligen van de parochies. Op de tweede verdieping staan alle heersers over de stad, van de graven van Leuven en de hertogen van Brabant tot Leopold II, hoewel Willem I en Leopold I ontbreken. Het beeld van Leopold II is in 2020 verwijderd vanwege diens rol in het koloniale verleden van België. De nissen in de torens werden gevuld in 1895-1913 met 87 beelden. Zij kregen Bijbelse figuren.
Het stadhuis is meermaals gerestaureerd:
- 1825-1841: de sculpturen en de kraagstenen worden onder handen genomen
- 1895-1913: de zijgevels worden gerestaureerd en, zoals boven vermeld, kregen de torens beelden in hun nissen. (Op het einde van de Tweede Wereldoorlog scheerde een V-1 vliegende bom rakelings langs de voorgevel van het stadhuis en vernielde een aantal van deze beelden.)
- 1972-1983: heel het gebouw wordt met water gereinigd, de kraagstenen en de beelden worden gerestaureerd

### Recente geschiedenis
In december 2008 verhuisden bijna alle administratieve diensten van de stad Leuven naar het nieuwe Stadskantoor aan het Professor Roger Van Overstraetenplein naast het station. Onder meer de stadsloketten, het college van burgemeester en schepenen en het stadssecretariaat werden in de nieuwbouw ondergebracht. Het historisch stadhuis van Leuven wordt sindsdien enkel nog voor ceremonies en plechtigheden gebruikt. Het is nog steeds wachten op een herbestemming van het gebouw.

## Interieur

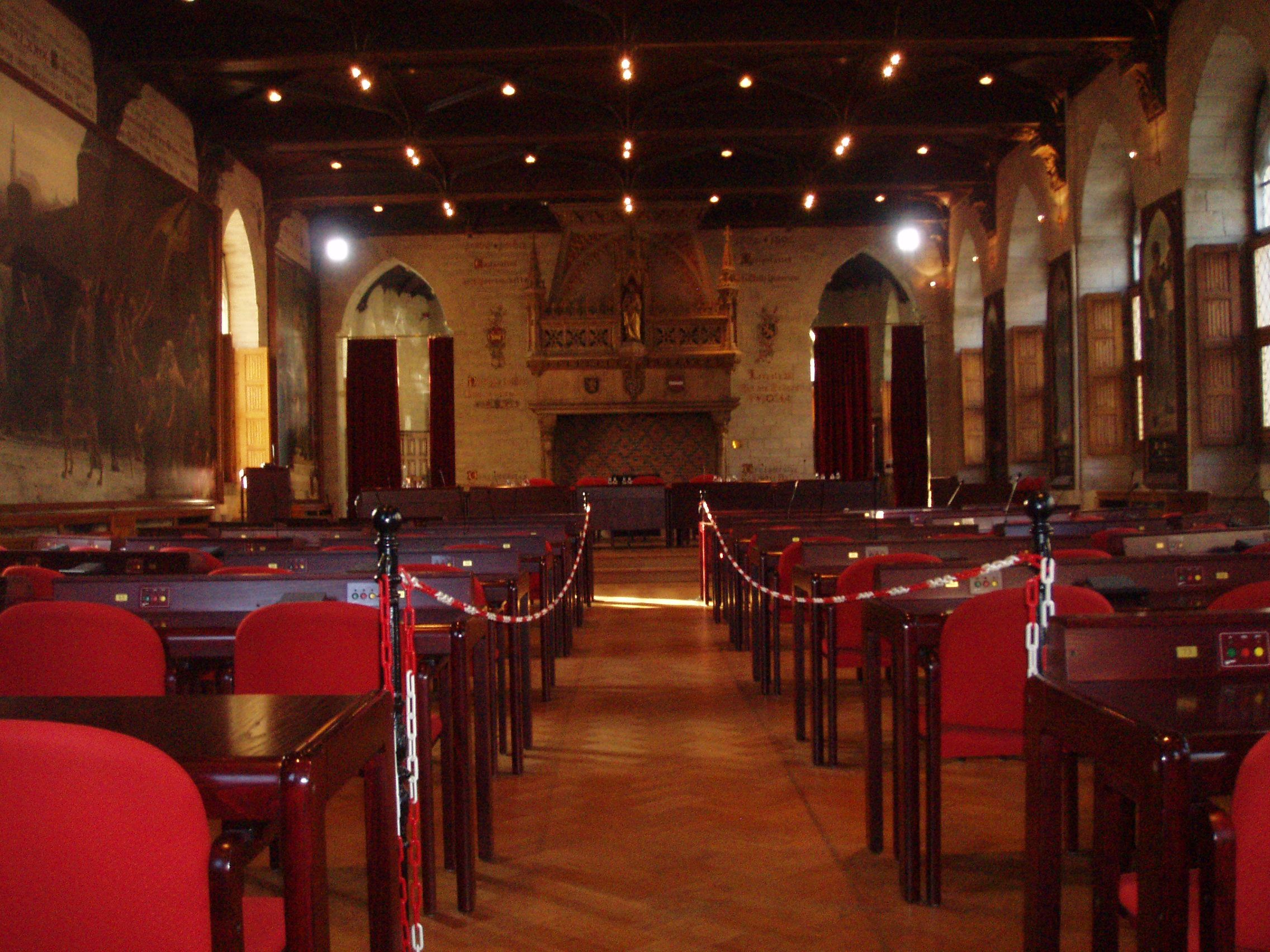
Gotische zaal/Raadszaal in het stadhuis

De buitengevel mag dan gotisch zijn, binnen zijn de salons in verschillende stijlen ingericht. Zo is er een salon in Lodewijk XIV-stijl, één in Lodewijk XV-stijl en één in Lodewijk XVI-stijl. In een van die salons hangt een schilderij van elke burgemeester sinds de Franse tijd, met uitzondering van zittend burgemeester Mohamed Ridouani.
Op de begane grond is de wandelzaal met eiken draagbalken gesneden door Willem Ards. Ook is er de gotische zaal, met vier grote historische schilderijen en zeven kleinere portretten van André Hennebicq.

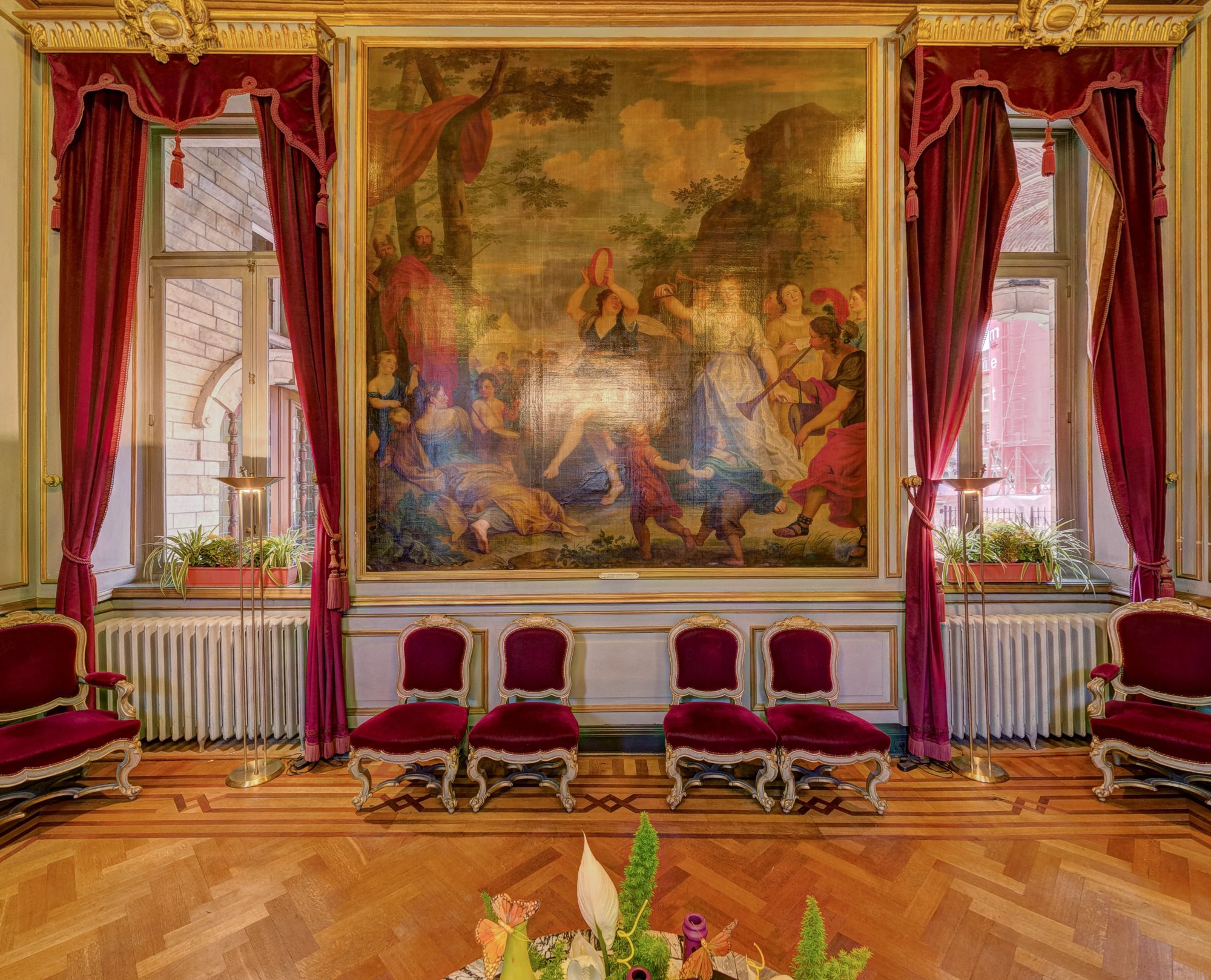
De trouwzaal